# 大葛村站
大葛村站位于中华人民共和国河北省衡水市桃城区邓庄镇大葛村，是京九铁路的一座火车站，等级为四等站，距北京西站280公里，距常平站2,035公里，本站及相邻上下行区间均为电气化区段。车站建于1996年，只办理货运，不办理客运业务。